# 第1回札幌国際短編映画祭
第1回札幌国際短編映画祭（だい1かいさっぽろこくさいたんぺんえいがさい）は、2006年9月6日〜9月10日の5日間（9日はオールナイト上映）、札幌東宝プラザをメイン会場に開催された国際短編映画祭である。

## 内容
世界70ヶ国から約1800作品の応募があり、コンペティションにノミネートされたのは27ヶ国97作品。メインビジュアルは、札幌在住のデザインユニットfutaba.（ふたば）が担当。5日間で延べ約8200名が参加した。

## SAPPOROショートフェスト2006審査員
- ロジェ・ゴナン（Roger Gonin）：クレルモン・フェラン国際短編映画祭ディレクター
- ピーター・バラカン（Peter Barakan）：ブロードキャスター
- デレック・ゼムラック(Derek Zemrak) ：カリフォルニア・インディペンデント・フィルム・フェスティバルディレクター
- モンキー・パンチ(Monkey Punch) ：漫画作家
- アラン・Ｊ・レヴィ（Alan J.Levi）：ディレクター・プロデューサー
- ソンドラ ・カリー(Sondra Currie)：女優

## SAPPOROショートフェスト2006 AWARD
※作品名、上映時間、ジャンル、制作年、国名。国名は主な制作国で出身国とは異なります。

### グランプリ
- フィルムメーカー部門グランプリ（Filmmakers' Section）
  - 監督：ダニエル・マロイ(Daniel Mulloy)/イギリス

- 作品部門グランプリ（One Title Section）：『メカニカル』（英題：The Mechanicals）09:00/Comedy/2005/オーストラリア
監督：リオン・フォード（Leon Ford）

### 審査員賞
- 最優秀国内作品賞（Best National Short）：『タフガイ2005』（英題：Tough Guy! 2005）07:00/Animation/2005/日本
監督：岸本真太郎（Shintarou Kishimoto）

- 最優秀道内作品賞（Best Hokkaido Short）：『蚊取り爺さん』（英題：Damn Mosquitos）02:00/Animation/2006/日本･札幌
監督：辻村奈緒（Nao Tsujimura）

- 最優秀監督賞（Best Director）：『サイド・ウォールズ』（英題：Medianeras）28:00/Dorama/2005/アルゼンチン
監督：グスタフォ・タレート（Gustavo Taretto）

- 最優秀作曲賞（Best Original Score）：『少年とヤギ』（英題：My Backyard Was A Mountain）24:00/Dorama/2005/アメリカ
監督：アダム・シュラクター（Adam Schlachter）

- 最優秀脚本賞（Best Screen play）：『ペイル・コクーン』（英題：Pale Cocoon）23:00/Animation/2005/日本
監督：吉浦康裕（Yasuhiro Yoshiura）

- 最優秀撮影賞（Best Cinematography）：『ジュリア』（英題：Julia）13:00/Dorama/2004/チェコ
監督：ダニエル・ワルトバーグ（Daniel Wirtberg）

- 最優秀編集賞（Best Editing）：『幸運のチップ』（英題：The Last Chip）21:45/Dorama/2005/オーストラリア
監督：ヘン・タン（Heng Tang）

- 最優秀俳優賞（Best Actor）：『しゃぼん玉』（英題：One Trip）10:00/Dorama/2004/メキシコ
監督：ガブリエル・モンロイ（Gabriela Monroy）

- 最優秀子役賞（Best Children Actor & Actress）：『なんじゃ忍者』（英題：NanjaNinja）16:00/Dorama/2005/日本
山口誠（Makoto Yamaguchi）

- 最優秀学生監督賞（Best Students Director）：『極楽ロック』（英題：Our Man In Nirvana）10:27/Animation/2005/ドイツ
ヤン・コースタ（Jan Koester）

- 最優秀チルドレン・ショート賞（Best Children Short）：『ビビ』（英題：Bibi）06:40/Animation/2005/アメリカ
監督：ベック・シャキロヴ & ローラ・カマロフ(Bek Shakirov & Lola Kamalova)

- 最優秀ミニショート(10分以内)賞（Best Mini Short (Around 10min)）：『スマイルくん』（英題：Smile）08:00/Animation/2005/アメリカ
監督：クリス・メイス（Chris Mais）

- 最優秀ベリーショート(3分以内)賞（Best Very Short (Around 3min)）：『トレインズ』（英題：The Trains）02:50/Experiment/2005/日本
監督：ひらたたかひろ（Takahiro Hirata）

- 最優秀ノンダイアログ賞（Best Non Dialogue）：『渇いた大地』（英題：The Parched Land）25:00/Dorama/2004/ウクライナ
監督：タラス・トメンコ（Taras Tomenko）

- 最優秀アニメーション賞（Best Animation）：『火星に行こう！』（英題：Journey To Mars）16:00/Animation/2004/アルゼンチン
監督：ワン・パブロ・ザラメーラ（Juan Pablo Zaramella）

- 最優秀ドキュメンタリー賞（Best Documentary）：『罪深くあったとしても…』（英題：Even If She Had Been A Criminal…）09:00/Documentary/2006/フランス
監督：ジャン・ガブリエル・ペリオ（Jean-Gabriel Periot）

- 最優秀コンテンポラリー賞（Best Contemporary）：『マクラーレンの世界』（英題：McLaren's Negatives）10:00/Documentary/2006/カナダ
監督：マリ・ホセ・サンピエール（Marie-Josee Saint-Pierre）

- 最優秀実験映画賞（Experimental Short）：『フリー・スピーチ・ゾーン』（英題：Free Speech Zone）18:00/Experimental /2004/アメリカ
監督：カスミ・エックス（Kasumi X）

- 最優秀美術賞（Best Production Design）：『よごれた地球』（英題：The Spoilt Earth）15:30/Animation/2006/イギリス
監督：エマ・ランドルト（Emma Landolt）

- オーディエンス・アワード（Audience Award）：『拍手』（英題：THE CLAP）12:00/Comedy/2005/イギリス
監督：ジェフ・リンゼイ（Geoff Lindsey）

### SAPPOROショートフェスト特別賞（SAPPORO Short Fest Special Awards）
- 特別賞（SSF Special Award）：『モンキーラブ』（英題：Monkeylove）/日本
監督：ロイストン・タン　主演：村岸宏昭